# Kneuterdijk

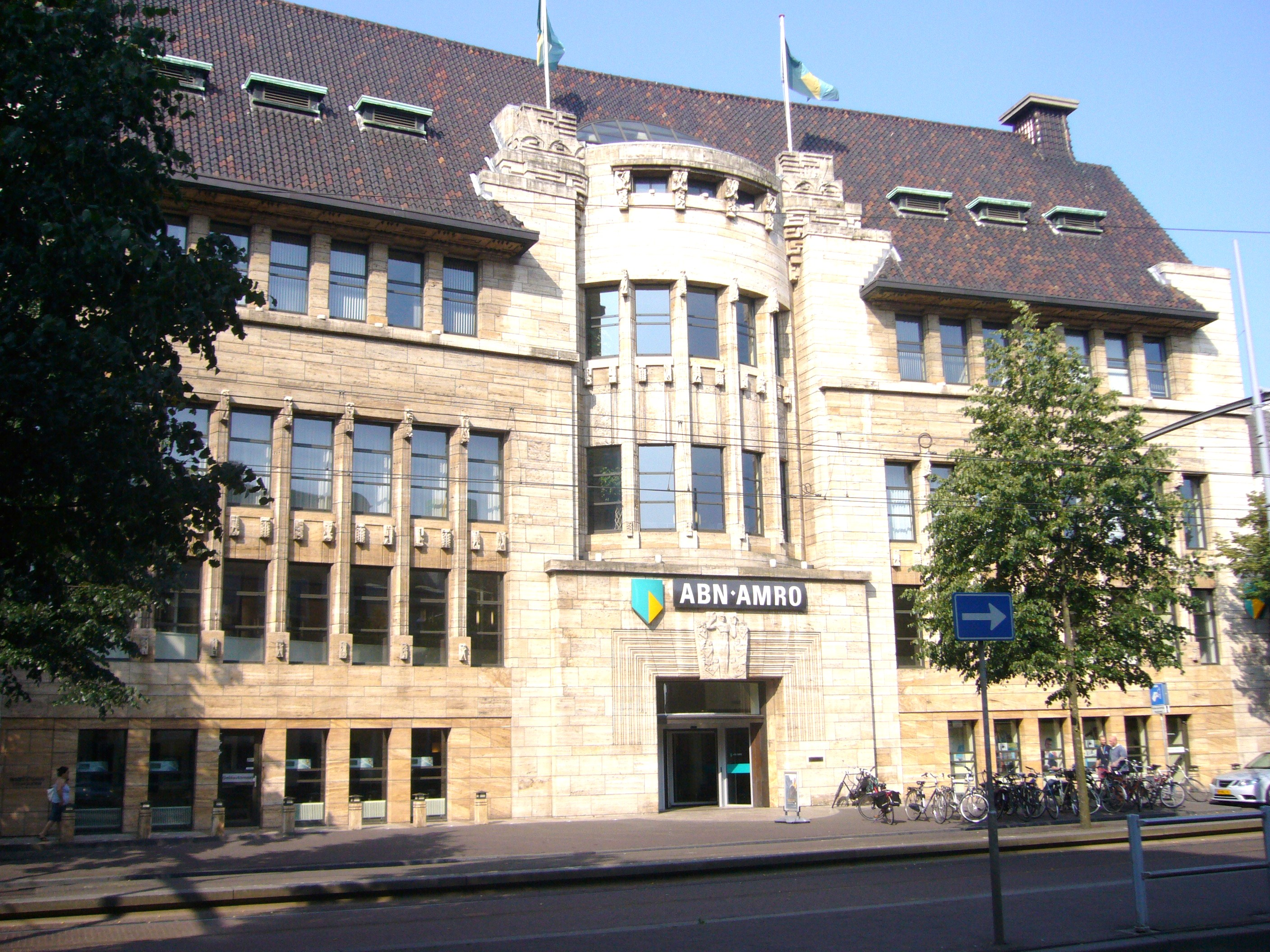
Eine ABN-AMRO-Geschäftsstelle

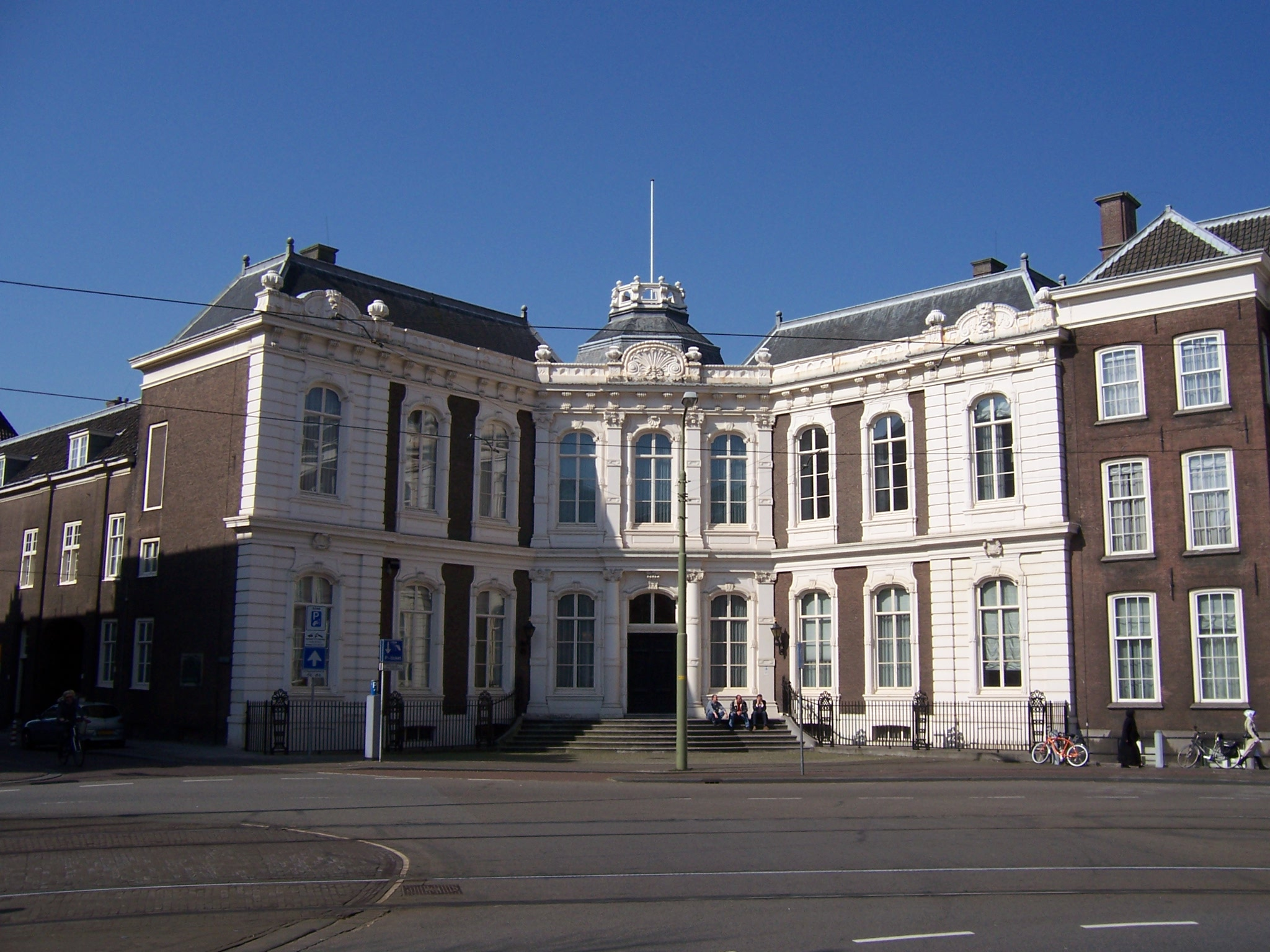
Paleis Kneuterdijk

Der Kneuterdijk ist eine Straße im Herzen von Den Haag. Die Straße hat ihren Namen von einer Anhöhe auf der Haager Brook und „Kneuter“, (deutsch Bluthänfling). Der Kneuterdijk ist bekannt für die innerstädtischen Palais und schöne Wohnhäuser.
Am Kneuterdijk wohnten diverse berühmte niederländische Staatsmänner, wie Jacob Cats, Johan van Oldenbarnevelt und Angehörige der Familie De Witt. Der ehemalige Palais Kneuterdijk liegt an der Kneuterdijk; dort lebte auch Jacob II van Wassenaer Obdam (1645–1714) und der spätere König William II und seine Frau Anna Pawlowna. In der Nummer 8 wurden im Hause von Gijsbert Karel van Hogendorp am 18. November 1813 der Minister und Mitglieder der alten Regierung einberufen um unverzüglich eine Übergangsregierung zu bilden, bis der Prinz von Oranien aus England zurückkehrt.
Zu Beginn des 20. Jahrhunderts wurde der Kneuterdijk ständiger Sitz einige Banken wie der Niederländischen Handelsgesellschaft und der AMRO Bank. In dem ehemaligen Gebäude der Niederländischen Handelsgesellschaft ist heute der Rat für die Justiz (niederländisch Raad voor de rechtspraak) untergebracht.
Weiterhin finden sich am Kneuterdijk der Raad van State (deutsch Staatsrat) sowie die ehemals niederländische Bank Landry & van Till.